# Bottarone
Bottarone è una frazione del comune di Bressana Bottarone posta a nordovest del centro abitato verso il Po.

## Storia
Mezzana Corti Bottarone, più comunemente detto Mezzana Bottarone e oggi Bottarone (CC B089), sorse all'interno di un'antica ampia isola del Po, poi unita alla terraferma dal prosciugamento di una profonda ansa del fiume. Tanto mezzana quanto bottarone erano nomi comuni indicanti le isole fluviali. Prima della bonifica dell'isola, la località più importante era Cantalupo, posto sulla riva del Po di fronte all'isola, e appartenente alla contea di Montebello. L'isola popolata prese il nome di Mezzana di Cantalupo, e vi sorsero le località di Bottarone e Cascina Corti. Decaduto Cantalupo nel XVIII secolo, Mezzana Cantalupo lo sostituì come nome del comune, cui seguì nel secolo successivo il nuovo nome Mezzana Corti Bottarone dal nome delle due località abitate. Decaduta infine la Cascina Corti, Bottarone rimase l'unico nome della località, nome del comune dal 1895, che fu poi soppresso nel 1928.